# عصام عبدالفتاح
عصام عبدالفتاح (انگلیسی: Essam Abdel-Fatah) یک داور فوتبال است. وی سابقه قضاوت در جام جهانی فوتبال را دارد.